# Элленбергер, Генри
Генри Фредерик Элленбергер (Henri F. Ellenberger, 1905-1993) — швейцарский психиатр, психотерапевт. Ученик Карла Густава Юнга.
Автор двухтомника «Открытие бессознательного. История и эволюция динамических методов психиатрии». Его книга является единственным систематизированным трудом по истории глубинных методов психотерапии.

## Биография
Родился в Родезии в швейцарской семье. Позже он станет гражданином Франции и там получит степень бакалавра в Страсбурге в 1924 году. Переехал в Париж, там изучал медицину и психиатрию. В 1934 получил докторскую степень, работал в больнице Святой Анны (вместе с известным учёным Жаком Лаканом). В 1941 году Генри эмигрирует в Швейцарию, так как к власти придёт правительство Виши. Спустя 10 лет он станет членом Швейцарского психоаналитического общества. В 1953 году резко изменил свою карьеру и стал лектором в Канзасе. В 1962 году он становится профессором криминологии в Университете Монреаля в Канаде.

## Публикации и награды
Самый известный труд, принесший Элленбергеру мировую славу, - «Открытие бессознательного», некое энциклопедическое исследование истории динамической психиатрии. В данной работе прослеживаются истоки психоанализа и психотерапии с первобытных времен по XX век. Описаны истории первобытных верований, шаманизма, колдовства, экзорцизма, гипноза. Элленбергер использовал множество источников ранее не опубликованных, также он по новому рассмотрел биографии Фрейда и Юнга и влияние их биографий на их научные методы. За этот труд Элленбергер получил множество наград, в том числе Золотую медаль премии Беккариа, медаль Королевского общества Канады и другие.